# 昆石高速公路
昆明－石林高速公路（简称昆石高速），是国家西部大开发重点公路建设项目，全长78千米，于2000年12月8日开工建设，2003年11月16日全线（试）通车。

## 里程
昆石高速是广昆高速（G80）和汕昆高速（G78）从石林至昆明的共用段，实际道路里程标志牌使用昆明－石林标记，昆明为起点0公里点。根据统一要求，近年将启用汕昆高速计算里程，昆明为终点。

## 车道与通行能力
从昆明市内0公里起点到小喜村收费站（正式进入高速），约五公里，为双向八车道。
从小喜村收费站到石林终点，约七十三公里，为双向四车道。在2023年9月前小喜村收费站至所卜所段约六十九公里曾为双向六车道。

## 互通枢纽及服务设施
| 地区                                                                                         | 里程 | 类型                              | 名称         | 连接                        | 说明       |
| -------------------------------------------------------------------------------------------- | ---- | --------------------------------- | ------------ | --------------------------- | ---------- |
| 昆明市 石林彝族自治县                                                                        |      | 枢纽                              | 石林         | 西石高速公路 石鎖高速公路   |            |
| 昆明市 宜良县                                                                                |      | 枢纽                              | 宜良         | 昆明东南高速公路            |            |
| 昆明市 宜良县                                                                                |      | 出入口                            | 宜良         | 蓬萊大道 汇东东路           |            |
| 昆明市 宜良县                                                                                |      | 出入口                            | 草甸         | 草甸                        |            |
| 玉溪市 澄江市                                                                                |      | 出入口                            | 阳宗         | 澄阳路                      |            |
| 玉溪市 澄江市                                                                                |      | 停车场 · 加油设施 · 修车站 · 餐厅 | 阳宗服务区   | 阳宗服务区                  |            |
| 昆明市 呈贡区                                                                                |      | 出入口                            | 马郎         | 三铝公路                    |            |
| 昆明市 呈贡区                                                                                |      | 出入口                            | 松茂         | 松马段                      |            |
| 昆明市 呈贡区                                                                                |      | 停车场 · 飲料小吃                 | 小团山停车区 | 小团山停车区                | 僅汕頭方向 |
| 昆明市 呈贡区                                                                                |      | 枢纽                              | 小团山       | 新嵩昆高速公路 黄马高速公路 |            |
| 昆明市 呈贡区                                                                                |      | 出入口                            | 王家营       | 石龙路                      |            |
| 昆明市 官渡区                                                                                |      | 枢纽                              | 科技园       | 昆明南连接线                |            |
| 昆明市 官渡区                                                                                |      | 停车场 · 加油设施 · 修车站 · 餐厅 | 龙昇服务区   | 龙昇服务区                  |            |
| 昆明市 官渡区                                                                                |      | 出入口 · 主线收费站               | 小喜村       | 昆石公路                    |            |
| 昆明市 官渡区                                                                                |      | 枢纽                              | 鸣泉村       | 昆玉高速公路                |            |
| 昆明市 官渡区                                                                                |      | 出入口                            | 小板桥       | 云大西路                    |            |
| 昆明市 官渡区                                                                                |      | 出入口                            | 朱家村       | 东三环路 彩云北路           |            |
| 昆明市 官渡区                                                                                |      | 停车场 · 加油设施 · 修车站 · 餐厅 | 石虎關服务区 | 石虎關服务区                |            |
| 昆明市 官渡区                                                                                |      | 枢纽 · 主线出入口                 | 石虎關       | 二环快速路                  |            |
| 1.000 英里 = 1.609 千米；1.000 千米 = 0.621 英里 并行路段 • 已关闭／取消 • 限制进入 • 未开放 |      |                                   |              |                             |            |

## 历史沿革

### 历史上的地理位置
早期的昆明至石林公路是原国道主干线二河高速、衡昆高速、以及324国道的交汇共用路段，是昆明通往滇东、滇南及通边、出海的主要运输通道及到著名风景区石林的旅游热线。它北联国道主干线上海-昆明-瑞丽(GZ65)及国道320线、国道108线、国道213线，南联国道326线和国道323线，是多条国道主干线和国道线在云南的枢纽地段。它东联曲靖，通贵州、广西，西南联红河、文山通越南及广西，南联玉溪通思茅、西双版纳及缅甸、老挝，西联楚雄通大理、丽江及西藏和缅甸，北联昭通、镇雄通四川。

### 历史上的建设
该路始建于三四十年代，标准很低，建国后，不断改善。昆明至石林公路1992年前为三级公路，1992年改建成二级公路，长80公里，对缓解昆明至石林的交通起到积极作用。但是随着云南省经济的快速发展，该条公路的交通量增长迅速。据1998年6月30日的调查，主要路段交通量已达13672辆/每昼夜(AADT)，拥挤度达到1.82，远远超过普通二级公路的通行能力，经常造成交通阻塞，交通事故率不断上升，使得这条公路的运输效益大大下降。而且由于现有二级公路设计技术标准较低，通过重丘区路段虽设有专用爬坡道，但由于货运车辆超载严重，车辆运行速度低，更影响已有公路的通过能力，该路成为全省最繁忙的一条公路。

### 规划审批
为解决早期昆明至石林公路交通拥挤繁忙的状况，拉动云南省经济特别是旅游业发展，1998年5月云南省提出兴建昆石高速公路设想。 1998年6月30日，云南省交通厅组织相关单位对昆石公路进行了交通量观测和OD调查等大量的前期工作，归纳出三个路线方案，进行方案比选，推荐正线方案报交通部审批。
1999年12月底，交通部发文批准建设二河、衡昆国道主干线昆明至石林高速公路，主要内容有：
同意路线起自昆明市关上，接昆明南过境(南二环)公路高架桥，经小石坝、阳宗海(南岸)、宜良、所卜所(接已建成的石林至新哨二级汽车专用公路)，止于石林，接国道324线，全长约79公里。
同意全线在关上(改建)、朱家村、鸣泉村、小石坝、黄土坡、松茂、阳宗、草甸、宜良和所卜所10处设置互通立交。
同意关上至所卜所段约74公里采用6车道，行车速度采用100公里/小时，路基宽度26米(其中关上至小石坝段约8公里采用高架桥方案，桥梁宽可采用26米)，所卜所至石林段约5公里采用4车道，行车速度采用80公里/小时，路基宽度24.5米。
工程总投资为38.6664亿元，平均每公里造价4957.23 2万元。交通部投资5.51亿元，其余资金由云南省自筹解决，预计该路的建设总工期为3年。
昆明至小石坝（现小喜村收费站附近）路段于2003年1月27日正式通车。